# Blutfahne

Adolf Hitler, staande in de auto, schouwt leden van de SA in 1935. Achter hem de 'Blutfahne'.

De Blutfahne (uitgesproken als [ˈbluːtfaːnə]) of Bloedvlag, is of was een swastikavlag van de nazipartij die werd gedragen tijdens de poging tot staatsgreep in München, Duitsland op 9 november 1923, waarbij de vlag doordrenkt raakte met het bloed van een van de SA-mannen die stierf. Het werd vervolgens een van de meest vereerde objecten van de nazipartij. Het werd gebruikt bij ceremonies waarbij nieuwe vlaggen voor partijorganisaties werden ingewijd door de Bloedvlag wanneer deze erdoor werd aangeraakt.

## Bierkellerputsch
De vlag was die van de 5e SA Sturm, die werd meegedragen in de mars naar de Feldherrnhalle in München. Toen de politie van München op de nationaalsocialisten (nazi's) schoot, werd de vlaggendrager Heinrich Trambauer geraakt en liet de vlag vallen. Andreas Bauriedl, een SA-man die naast de vlag liep, werd gedood en viel erop, waardoor de vlag met zijn bloed werd besmeurd.
Er waren twee verhalen over wat er met de vlag gebeurde na de Putsch:
- Het ene verhaal was dat de gewonde Trambauer de vlag naar een vriend bracht, waar hij hem uit de stok haalde voordat hij vertrok met de vlag verstopt in zijn jas en hem later aan een man genaamd Karl Eggers gaf om hem veilig te bewaren.
- Het andere verhaal was dat de vlag in beslag werd genomen door de autoriteiten van München en later via Eggers aan de nazi's werd teruggegeven.  Halverwege de jaren dertig, nadat de mythe was ontstaan dat Bauriedl de vlag had gedragen, concludeerde een onderzoek door nazi-archivarissen dat Trambauer de vaandeldrager was en dat de vlag was verborgen door een SA-man, en niet door de politie was meegenomen, hoewel ze andere vlaggen in beslag hadden genomen die ze later teruggaven.

Ongeacht welk verhaal het juiste was, gaf Eggers de vlag aan Adolf Hitler nadat hij was vrijgelaten uit de gevangenis van Landsberg (nadat hij negen maanden van een gevangenisstraf van vijf jaar had uitgezeten voor zijn rol in de putsch).
De laatste maal dat deze vlag bewezen in het openbaar getoond is, was op 12 november 1944 op het Marsfeld in München in Cirkus Krone, toen in aanwezigheid van onder andere Himmler en Bormann een herdenking voor de doden van 9 november 1923 plaatsvond. Aangenomen wordt dat de vlag aansluitend naar het Braunes Haus werd teruggebracht, waar zich het hoofdkantoor van de NSDAP bevond.
Sommigen vermoeden dat de vlag zich momenteel in een privécollectie van een verzamelaar uit Noord-Duitsland bevindt; anderen gaan ervan uit dat hij niet meer bestaat. Het Braunes Haus is namelijk bij een luchtaanval door de geallieerden op 7 januari 1945 vernietigd; de ruïne is kort na de oorlog geplunderd en in 1947 gesloopt.